# Игин, Иосиф Ильич
Иосиф Ильич Игин (настоящая фамилия Гинзбург; 1910—1975) — советский художник-карикатурист, автор шаржей на многих известных деятелей литературы и искусства.

## Биография
Родился в еврейском местечке Пропойск (ныне Славгород) 15 апреля 1910 года. В конце 1920-х годов учился в Ленинградском художественном техникуме, затем окончил Московский полиграфический институт, бывший знаменитый ВХУТЕМАС и ВХУТЕИН (Высший художественно-технический институт).
Настоящую известность и славу снискал как автор многочисленных шаржей. В то время рисовать шаржи на советских политических деятелей было строжайше запрещено, поэтому художник сосредоточился на окружающих его людях: он создал целую галерею портретов-шаржей литераторов, артистов и других известных деятелей культуры своего поколения.
Его рисунки публиковались в юмористических разделах советских журналов, много шаржей выходило на страницах журнала «Крокодил». Значительное количество его шаржей сложилось в книги-альбомы.
Одним из близких друзей Игина был известный поэт Михаил Светлов. В 1962 году у них вышла совместная книга «Музей друзей»: Игин выполнил рисунки, а Светлов сочинил стихотворные подписи-характеристики. Книга имела шумный успех и никаких обид и скандалов не вызвала. Кроме того, авторы создали по такому же типу автошарж на себя — по мотивам картины «Неравный брак». Известный литератор и журналист Илья Шатуновский записал рассказ Игина о работе над этой книгой. Светлов затягивал работу и написал Игину в его личный альбом: «Я во вторник или в среду Обязательно приеду». Ни во вторник, ни в среду приехать не получилось. Приехав наконец через какое-то время к Игину с черновиками текстов, Светлов написал в его альбом заключительные стихи: «Все ссоры мелкие отбросив, всегда дружи со мной, Иосиф!»
В поздние годы Игин писал воспоминания. Итогом стали книги «О людях, которых я рисовал» (1966), «Улыбка Светлова» (1968), «Я видел их…» (1975). При этом и сам он часто становился персонажем воспоминаний. Как-то Игину поручили сделать шаржи на сатириков и юмористов для «крокодильского» альбома (вышел в издательстве «Правда» в 1970 году). Работа долго не клеилась, и художник решил вместо шаржа на одного известного литератора дать уже готовый шарж на совсем другого человека. «Халтура» была немедленно разоблачена, и хотя Игин долго уверял, что лица совершенно одинаковые, пришлось рисовать новый шарж.
Умер в Москве в 1975 году. Похоронен на Ваганьковском кладбище.
Архив художника хранится в Российском государственном архиве литературы и искусства.

### Семья
Внук: Микаил Эльдарович Мустафаев, проживает в Белоруссии.

## Книги
- В литературной галерее / Дружеские шаржи [И. Игина] и эпиграммы [А. Безыменского, Ю. Благова, С. Васильева и др.]. — М.: Сов. писатель, 1956. — [130] с.
- Что ни страница — знакомые лица: Дружеские шаржи… / [Эпиграммы: А. Арго, В. Бахнова, В. Гранова и др.]. — Л.: Лениздат, 1956. — 127 с.
- Ефимов Б. Е., Игин И. И. Действующие лица: [Театральная Москва в шаржах] / [Эпиграммы Д. Толмачёва, А. Рейжевского, Ю. Благова и др.]. — М.: Моск. рабочий, 1958. — [82] л. ил. с текстом.
- Смирнов С. В.. С чувством локтя и ложкой дёгтя: Двадцать пять лит. пародий / Дружеские шаржи И. Игина. — М.: Правда, 1960. — 64 с.: ил. — (Б-ка «Крокодила» № 27 260).
- Игин И. И., Смирнов С. В.. Добро обжаловать…: Пародии, шаржи, эпиграммы. — М.: Мол. гвардия, 1962. — 96 с.: ил.
- Игин И., Светлов М.. Музей друзей. — [М.]: [Сов. писатель], 1962. — 63 с.: ил.
- Кежун Б. А.. Мой буланый Пегас: Лит. пародии / Дружеские шаржи И. Игина. — М.: Правда, 1962. — 64 с.: ил.. — (Б-ка «Крокодила» № 4 309).
- Весёлый Вернисаж: Шаржи. — М.: Правда, 1963. — 64 с.: ил. — (Б-ка «Крокодила» № 21).
- Игин И. И., Рейжевский А. Я.. В дружеском ключе: Шаржи и эпиграммы — М.: Музыка, 1964. — 100 с.: ил.
- Сигареты «Тройка»: [Шаржи и рассказы]. — М.: Правда, 1965. — 63 с.: ил.. — (Б-ка «Крокодила» № 36 449).
- Соловьёв Г. Н., Игин И. И. Шаржи, пародии. Это наши персонажи. — М.: Сов. Россия, 1965. — 207 с.: ил.
- О людях, которых я рисовал: [Шаржи и рассказы]. — М.: Сов. Россия, 1966. — 134 с.: ил.
- Улыбка Светлова: [Альбом] / [Рассказы, рис. и макет И. И. Игина]; [Эпиграммы М. А. Светлова]. — [Л.]: [Сов. художник], [1968]. — 48 л.: ил.
  - То же. [2-е изд.]. — [Л.]: [Аврора], [1970]. — 49 с.: ил.
- О двух концах / И. Игин — шаржи; Ал. Иванов, А. Рейжевский — эпиграммы. — М.: Мол. гвардия, 1969. — 239 с.: ил.
- Мастера смеха из моего цеха: Шаржи. — М.: Правда, 1970. — [39] с.: ил. — (Мастера советской карикатуры. Альбом «Крокодила»).
- Я видел их…: [Шаржи и рассказы]. — М.: Изобразительное искусство, 1975. — 142 с.: ил.
- Эпиграммы и шаржи / Худ. И. Игин. — М.: Худ. лит., 1983. — 54 с.: ил.

## Архив
Фонд Иосифа Ильича Игина хранится в Российском государственном архиве литературы и искусства под номером 2781. Это один из крупных фондов и содержит 1243 единицы хранения за 1894–1975 годы. 
В фонде хранится очень большое собрание рисунков и дружеских шаршей И. Игина; автошаржи Игина, карикатуры и иллюстрации для фронтовых газет и журналов, плакаты и листовки, портреты фронтовиков (1941–1944); карикатуры-иллюстрации к стихотворениям В. В. Маяковского. Хранятся также 17 рукописей Игина, воспоминания и статьи, автобиография 1948 года, записные книжки. В фонде содержится собрание переписки художника, статьи, заметки, отзывы о рисунках, собрание фотографий и другие материалы профессионального и личного характера.